# Gara Bistrița Nord
Gara Bistrița Nord este o stație de cale ferată care deservește municipiul Bistrița, România.

În anul 2014, gara a fost modernizată printr-un proiect cu bani europeni, alături de alte gări, precum Zalău.

## Detalii tehnice
Din punct de vedere tehnic, gara Bistrita Nord este compusa din 2 peroane moderne, cu copertina impotriva ploii si scaune (peronul 1 este simplu, pe cand peronul 2 este format din 3 sectiuni diferite, ele fiind conectate cu ajutorul a doua extensii, aflate la o inaltime mai mica, neavand copertina sau scaune).
In total gara dispune de 11 linii (7 electrificate, 4 neelectrificate). Liniile care au peron, si pot fii folosite de pasageri sunt liniile 1, 2, 3A, 3B, 4, 5A si 5B. Accesul la linia 1 se face cu ajutorul peronului 1, iar pentru restul liniilor de la peronul 2 (liniile 2 si 4 din zona centrala, liniile 3A si 5A de la din extensia dinspre Saratel, iar pentru liniile 3B si 5B de la extensia dinspre Bistrita Bargaului).
Liniile 1 si 2 sunt predominant folosite de trenurile operate de CFR Calatori, desi la linia 1 isi mai face prezenta si Regio Calatori (fosta Regiotrans), pe cand la linia 2 pot fi vazute si Automotoarele Duewag BR628 ale Interregional Calatori. Linia 4 este impartita in mod egal de Regio Calatori si Interregional. Linia 3B este folosita exclusiv de Interregional Calatori pentru trenurile care vin de la/pleaca dinspre Bistrita Bargaului hcv.

## Destinatii
| Destinatie              | Via                                              | Trenuri                                                  | Operatori          |
| ----------------------- | ------------------------------------------------ | -------------------------------------------------------- | ------------------ |
| Cluj Napoca             | Beclean pe Somes, Dej Calatori, Gherla           | 4101, 4103, 4105, 4107, 10507, 10633, 10635, 10637,10509 | CFR, Interregional |
| Dej Calatori            | Saratel, Beclean pe Somes                        | 4371, 4373                                               | CFR                |
| Deda                    | Saratel, Monor Gledin                            | 4143, 4147, 4151                                         | CFR                |
| Vatra Dornei            | Beclean pe Somes, Nasaud, Ilva Mica, Lunca Ilvei | 4207                                                     | CFR                |
| Bucuresti Nord          | Toplita, Brasov, Ploiesti Vest                   | 4007 (grupa a trenului IRN1642)                          | CFR                |
| Bistrita Bargaului hcv. | Susenii Bargaului hm.                            | 10616, 10618, 10620, 10622, 10624, 10626                 | Interregional      |
| Lunca Ilvei             | Beclean pe Somes, Nasaud, Ilva Mica              | 10531                                                    | Interregional      |
| Ludus                   | Magherus Sieu, Lechinta, Sarmasel hcv.           | 11011, 11017                                             | Regio Calatori     |
| Micestii de Campie hc.  | Magherus Sieu, Lechinta                          | 11013                                                    | Regio Calatori     |
| Sarmasel hcv.           | Magherus Sieu, Lechita                           | 11015, 11019                                             | Regio Calatori     |

SOSIRI
| Statie de formare       | Via                                              | Trenuri                                         | Operatori          |
| ----------------------- | ------------------------------------------------ | ----------------------------------------------- | ------------------ |
| Cluj Napoca             | Beclean pe Somes, Dej Calatori, Gherla           | 4102, 4104, 4106, 10630, 10632, 10634, 10636    | CFR, Interregional |
| Dej Calatori            | Saratel, Beclean pe Somes                        | 4372, 4374                                      | CFR                |
| Deda                    | Saratel, Monor Gledin                            | 4141, 4145, 4149                                | CFR                |
| Vatra Dornei            | Beclean pe Somes, Nasaud, Ilva Mica, Lunca Ilvei | 4205                                            | CFR                |
| Bucuresti Nord          | Toplita, Brasov, Ploiesti Vest                   | 4008 (grupa a trenului IRN1641)                 | CFR                |
| Bistrita Bargaului hcv. | Susenii Bargaului hm.                            | 10617, 10619, 10621, 10623, 10625, 10627, 10629 | Interregional      |
| Lunca Ilvei             | Beclean pe Somes, Nasaud, Ilva Mica              | 10533                                           | Interregional      |
| Ludus                   | Magherus Sieu, Lechinta, Sarmasel hcv.           | 11016, 11020                                    | Regio Calatori     |
| Micestii de Campie hc.  | Magherus Sieu, Lechinta                          | 11018                                           | Regio Calatori     |
| Sarmasel hcv.           | Magherus Sieu, Lechita                           | 11012                                           | Regio Calatori     |
| Sarmasu h.              | Magherus Sieu, Lechinta, Sarmasel hcv.           | 11014                                           | Regio Calatori     |

Ocazional, în gara Bistrița Nord pot fi văzute și marfare de la diverși operatori precum CFR Marfă (încarcă fier vechi de la Remat Invest Bistrița) , Grup Feroviar Român (descarcă saci de ciment la Comat Bistrita) și mai rar PSP Cargo România  

## Localizare
Haltele învecinate sunt:
- Bistrița Fabricii hc (înspre Sărățel)
- Bistrița h (înspre Bistrița Bârgăului hcv)

In apropierea garii se afla mai multe magazine, un sediu postal, agentii loto, o sectie de politie etc.

## Istorie
Gara Bistrita Nord a fost construita in secolul 19. La finalul anilor '70 gara a fost electrificata, aparand in peisaj locomotive electrice la "capul" trenurilor cu destinatia Cluj Napoca. Pana in anul 2006 singurul operator a fost cel national (CFR Calatori). La finalul acelui an, odata cu noul mers al trenurilor 2006-2007, in gara Bistrita Nord a aparut Regio Calatori, compania brasoveana fiind cunoscuta in acea perioada sub numele de Regiotrans. In anul 2009 isi face aparitia si Interregional Calatori (membra a Via Terra Group), sub numele de Regional. In perioada 2010-2012 pe relatia Cluj Napoca-Bistrita Nord si retur opera si TFC (Transferoviar Calatori), dar dupa ce s-au retras nu au mai revenit. In anul 2019, odata cu noul mers 2019-2020 se anuleaza trenul direct Bistrita Nord-Targu Mures si retur, in locul lui fiind la momentul actual doua trenuri diferite, unul Bistrita Nord - Deda si unul Deda - Targu Mures.
Astazi in Gara Bistrita Nord pot fii observate, la trenurile operate de CFR Calatori, locomotive electrice de tip 060EA, majoritatea ale depoului Cluj. In timpul scolii, de luni pana vineri circula si un tren pe relatia Deda - Bistrita Nord si retur, tras in mod normal de o locomotiva a depoului Brasov. Foarte rar pot aparea si locomotive ale depoului Suceava.

## Interiorul Garii
In cladirea garii sunt localizate urmatoarele:
• Sediul Politiei Transport Feroviar (Politia TF)
• 3 case de bilete ale CFR
• O casa de bilete a Regio Calatori
• O casa de bilete a Interregional Calatori
• 2 toalete, una pentru barbati si una pentru femei
• Numeroase scaune
• Muzeul Feroviar Bistrita